# Lee Chang-myung
Lee Chang-myung ((리창명?, 李昌明?); 2 gennaio 1947) è un ex calciatore nordcoreano, di ruolo portiere.

## Carriera

### Nazionale
Ha ricoperto il ruolo di portiere titolare della rappresentativa nordcoreana ai Mondiali d'Inghilterra del 1966, disputando anche le due gare di qualificazione alla fase finale contro l'Australia. Ha inoltre partecipato alle tre gare di qualificazione ai campionato del mondo 1974, per un totale di 9 presenze.